# Bojnice
Bojnice (nemško Weinitz; madžarsko Bajmóc) je zgodovinsko mesto v osrednji Slovaški, ki leži ob reki Nitri, blizu mesta Prievidza. Mesto leži tik pod gradom Bojnice. Ima okoli 5000 prebivalcev.
Bojnice so najbolj znane po priljubljenih turističnih znamenitostih, med katerimi sta največji živalski vrt na Slovaškem in grad Bojnice, in nasploh po tem, da so eno najstarejših zdraviliških mest na Slovaškem.

## Geografija
Bojnice ležijo v zgornji dolini reke Nitre, pod gorovjem Strážov. So zelo blizu mesta Prievidza, s katerim si deli skupni sistem javnega prevoza. Drugi večji mesti v bližini sta Žilina 60 kilometrov severno in Trenčín 65 kilometrov zahodno.

### Demografija
| Leto          | 1994 | 2004    | 2014    | 2024    |
| ------------- | ---- | ------- | ------- | ------- |
| Število ljudi | 4984 | 4996    | 4900    | 5073    |
| Razlika       |      | +0,24 % | −1,92 % | +3,53 % |

| Leto          | 2023 | 2024    |
| ------------- | ---- | ------- |
| Število ljudi | 5013 | 5073    |
| Razlika       |      | +1,19 % |

## Zgodovina
Najstarejši sledovi poselitve na tem območju so povezani z lokalnimi termalnimi vrelci, ki so privabljali ljudi s širokega območja že v obdobju Riss-Würm, pred približno 100.000 leti. Najdbe okamenelih skeletnih delov živali v travertinskih gomilah tik na ozemlju mesta pričajo o prisotnosti človeka v bližini. V bližini Prepoštske jame so bili najdeni tudi dokazi o poselitvi neandertalcev v obliki kamnitih orodij (grabila, strgala, konice in svedri), ki pričajo o prisotnosti ljudi že v času levallois mousterian (70.000/65.000 – 40.000). pr. n. št.), torej v času srednjega paleolitika (Würmska poledenitev).
Sledovi poselitve v mlajšem paleolitiku in neolitiku so fragmentarni, jasni dokazi pa se na območju mestnega jedra pojavijo šele iz halštatskega obdobja (850 pr. n. št. – 400 pr. n. št.). Domneva se, da je bil prvi grad zgrajen na travertinskem hribu že v obdobju Púchovske kulture na prelomu stoletja. Ugodno lego so izkoristili tudi Slovani, ki so na tem območju pustili sledi v obliki železnih predmetov in specifične keramike ter tu postopoma zgradili pomembno naselbino - trgovsko, obrtno in vojaško središče. Od 9. stoletja, ko so postopoma začeli graditi utrjeni grad, so današnje Bojnice neprekinjeno naseljene.
Prva pisna omemba Bojnic sega v leto 1113, ko se v Zoborskih listinah omenja grad Bojnice in njegovo podgradje »de suburbanis Baimoz...«. V dokumentih je omenjena tudi stavba župnišča, cerkev je dokumentirana leta 1244, kar potrjuje položaj mesta kot središča verskega življenja v Horná Nitra. Mestne privilegije je Bojnicam potrdil kralj Ludvik I. leta 1366, s čimer je potrdil pravico do klavnic, mlina, kopališča in pravico do sejma ter s tem podprl razvoj trgovine in obrti.
Obdobje poznega srednjega veka je prineslo burno obdobje, polno vojaških spopadov in iz njih izhajajočih groženj, kar je pripeljalo do izgradnje mestnega obzidja. Družina Turz in kasneje družina Pálffy sta dala zgraditi zaščitni sistem, ki je bil dokončan leta 1663 in s tem okrepil zaščito gradu in mesta. Pomen Bojnic se je okrepil tudi z izgradnjo kraljeve ceste Magna via z Dunaja skozi Bojnice v Transilvanijo. Od leta 1613 do 1823 je bilo mesto ena od poštnih postaj, kjer so trgovali tudi s soljo, železom in plemenitimi kovinami. Mestne privilegije je leta 1647 obnovil cesar Ferdinand III.
Razvoj obrti in trgovine je spodbudil nastanek cehov, od katerih se v mestu že od leta 1653 omenja ceh čevljarjev, zidarjev, škornjarjev, krojačev, tkalcev, barvarjev, krznarjev in sodarjev. Na čelu mesta je stal župan z 12 senatorji, bil je notar, a tudi hajdúch, ki je imel na razpolago pranger, derešo in mestno ječo na trgu. Bojnice so do leta 1872 ostale gospodarsko, upravno in vojaško središče dežele; to vlogo je od začetka 20. stoletja postopoma prevzela sosednja Prievidza.
Bojnice so v sodobni zgodovini postale zdraviliško mesto in pomembno turistično središče. Poleg številnih kulturno-zgodovinskih spomenikov in znamenitega ZOO-ja se v mestu pogosto odvijajo kulturne, športne in turistične prireditve, ki privabljajo obiskovalce iz Slovaške in tujine.

## Znamenitosti
Mesto je najbolj znano po gradu Bojnice, ki se prvič omenja leta 1113 in je bil prvotno zgrajen kot lesena utrdba, sčasoma je bil zgrajen kot kamniti grad, v 20. stoletju pa v romantičnem slogu. Danes je priljubljena turistična atrakcija. Grad se je pojavil v številnih mednarodnih filmih, v njem pa vsako leto poteka tudi znani mednarodni festival duhov. Zgrajen je na travertinski skali z naravno jamo.
Živalski vrt Bojnice je bil ustanovljen leta 1955. Leta 2006 je imel 355 različnih živalskih vrst in več kot 1800 živali.
Bojnice so znane tudi po toplicah. Zdravilni vrelci so bili prvič omenjeni leta 1549. Danes zdravijo bolnike z motnjami lokomotornega sistema, z revmatskimi obolenji, posttravmatskimi stanji, stanji po ortopedskih poškodbah hrbtenice mladostnikov, nevrološkimi boleznimi in poklicnimi boleznimi.

## Demografija
Po popisu leta 2001 je imelo mesto 5006 prebivalcev. 97,06 % prebivalcev je bilo Slovakov, 0,68 % Čehov in 0,24 % Nemcev (karpatskih Nemcev). Verska sestava je bila 74,55 % rimokatolikov, 19 % oseb brez verske pripadnosti in 2 % luteranov.

## Pobratena mesta
Bojnice so pobratene z:
- Jeseník, Češka
- Bad Krozingen, Nemčija
- Rosta, Italija
- Zator, Poljska

## Genealoški viri
Zapisi za genealoške raziskave so na voljo v državnem arhivu "Statny Archiv v Nitri, Slovaška"
Rimskokatoliške cerkvene knjige (rojstva/poroke/smrti): 1668-1912 (župnija A)